# Chùm đô thị West Midlands
Chùm đô thị West Midlands (tiếng Anh: West Midlands conurbation, hoặc West Midlands Urban Area) là một chùm đô thị rộng lớn ở vùng West Midlands của nước Anh. Đây là vùng đô thị lớn thứ hai ở Anh, sau Vùng đô thị London.
Chùm đô thị này bao gồm nhiều đô thị lớn của nước Anh, như Birmingham (lớn thứ hai ở Anh), Wolverhampton (thứ 13), Dudley (thứ 19) và Walsall (thứ 28). Lưu ý là Chùm đô thị West Midland chỉ là một phần của vùng West Midland và hạt West Midland lại không nằm trong chùm đô thị này.
Trong chùm đô thị West Midlands có các đơn vị hành chính sau:
| Thứ hạng (năm 2001) | Đơn vị hành chính      | Dân số (2001) | Dân số (1991) | Dân số (1981) |
| ------------------- | ---------------------- | ------------- | ------------- | ------------- |
| 1                   | Birmingham             | 970.892       | 965.928       | 1.024.118     |
| 2                   | Wolverhampton          | 251.462       | 257.943       | 265.631       |
| 3                   | Dudley                 | 194.919       | 192.171       | 187.367       |
| 4                   | Walsall                | 170.994       | 174.739       | 178.852       |
| 5                   | Oldbury / Smethwick    | 139.855       | 145.542       | 153.461       |
| 6                   | West Bromwich          | 136.940       | 146.386       | 154.531       |
| 7                   | Sutton Coldfield       | 105.452       | 106.001       | 103.097       |
| 8                   | Solihull               | 94.753        | 94.531        | 94.613        |
| 9                   | Stourbridge            | 55.480        | 55.624        | 55.499        |
| 10                  | Halesowen              | 55.273        | 57.918        | 57.532        |
| 11                  | Brownhills             | 19.866        | 18.159        | 18.200        |
| 12                  | Knowle / Bentley Heath | 18.452        |               |               |
| 13                  | Aldridge               | 15.659        | 16.832        | 17.589        |
| 14                  | Pelsall                | 10.524        | 10.007        | 10.328        |
| 15                  | Shelfield              | 6.807         | 7.079         | 6.029         |
| 16                  | Coleshill              | 6.235         | 6.324         |               |
| 17                  | Yew Tree               | 6.109         |               |               |
| 18                  | Rushall                | 5.864         | 5.871         | 6.137         |
| 19                  | Hagley                 | 5.723         | 5.417         | 5.754         |
| 20                  | Shelly Green           | 5.702         |               |               |
| 21                  | Water Orton            | 3.573         | 3.555         |               |
| 22                  | Cheswick Green         | 2.261         | 2.511         |               |
|                     | Knowle                 |               | 17.588        | 16.872        |
|                     | Bentley Heath          |               | 5.984         |               |